# Am Steinberg
Am Steinberg ist eine Ortslage im Stadtbezirk Vohwinkel der bergischen Großstadt Wuppertal in Nordrhein-Westfalen/Deutschland.

## Lage und Beschreibung
Der Ortsteil liegt in dem Wohnquartier Schöller-Dornap nördlich des Vohwinkler Ortszentrums und des Waldgebiets Osterholz. Benachbarte Orte sind das unmittelbar angrenzende Bellenbusch, Kahlenbusch und Holthauser Heide sowie die Orte Holthausen und Ladebühne. Abgegangen sind Schleheck, Wald und Kalkofen. Der Ort ist über eine kleine Anliegerstraße aus Richtung Hahnenfurth, Dornap oder Vohwinkel zu erreichen.
Unmittelbar westlich des Ortes wird dolomitisierter Massenkalk im Steinbruch Oetelshofen abgebaut, eine große Abraumhalde erhebt sich westlich.

## Geschichte
Im 19. Jahrhundert war Am Steinberg ein Wohnplatz in der Landgemeinde Schöller der Bürgermeisterei Haan (ab 1894 Bürgermeisterei Gruiten) die aus der bergischen Herrschaft Schöller hervorging. 1888 besaß der Ort laut dem Gemeindelexikon für die Provinz Rheinland zwei Wohnhäuser mit 21 Einwohnern.
Von 1929 bis zur Kommunalreform von 1975 verlief zwischen Am Steinberg und dem benachbarten Bellenbusch die Stadtgrenze zwischen Wuppertal und der damals selbstständigen Gemeinde Schöller. 1975 wurden die Gemeinde Schöller und das Wülfrather Dornap mit deren Außenortschaften von dem Amt Gruiten abgespaltet und als Wohnquartier Schöller-Dornap in Wuppertal eingemeindet. Dabei kam auch Am Steinberg von Schöller zu Wuppertal.
Ab der zweiten Hälfte des 20. Jahrhunderts verschmolz Am Steinberg zunehmend mit der benachbarten Dreifachsiedlung Holthauser Heide/Bellenbusch/Kahlenbusch und bildete so eine geschlossene Siedlung, durch die nach wie vor die Quartiergrenze zwischen Schöller-Dornap und Osterholz verläuft.